# Harold Cagle
Pour les articles homonymes, voir Cagle.
Harold D. Cagle (né le 3 août 1913 à Purcell et décédé le 28 novembre 1977 à Sutter) est un athlète américain spécialiste du sprint. Concourant pour l'Oklahoma Baptist College, il mesurait 1,78 m pour 64 kg.

## Biographie

### Palmarès
| Date | Compétition           | Lieu   | Résultat | Performance  |
| ---- | --------------------- | ------ | -------- | ------------ |
| 1936 | Jeux olympiques d'été | Berlin | 3e       | 3 min 11 s 0 |

### Records
| Épreuve    | Performance | Lieu    | Date         |
| ---------- | ----------- | ------- | ------------ |
| 200 mètres | 21 s 5      |         | 1937         |
| 400 mètres | 46 s 5      | Chicago | 19 juin 1936 |